# アンナ・カレニナ (1935年の映画)

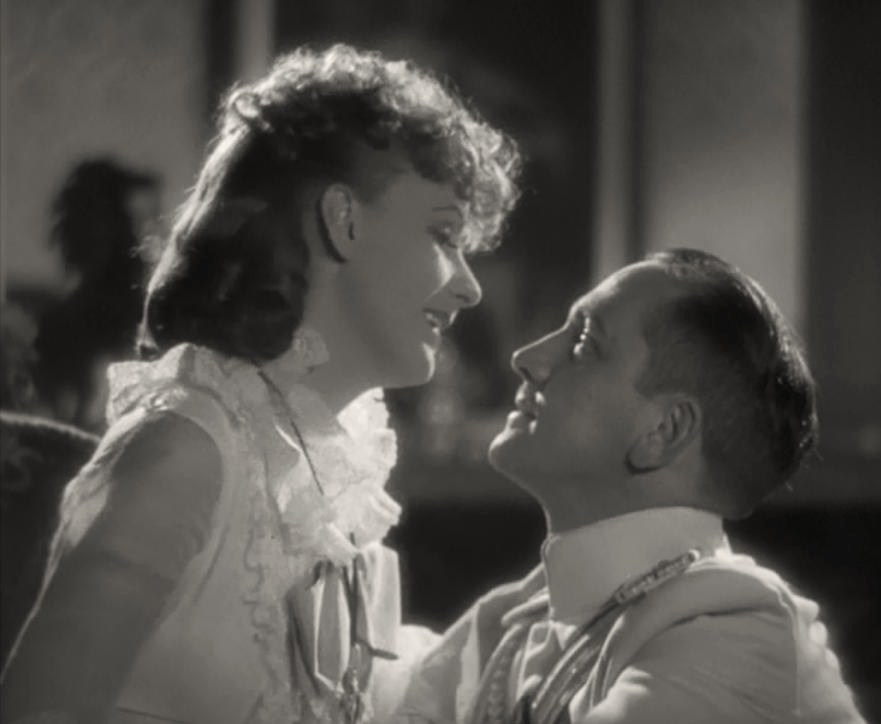
グレタ・ガルボ（左）とフレドリック・マーチ

『アンナ・カレニナ』（Anna Karenina）は、1935年のアメリカ合衆国の映画である。レフ・トルストイの小説『アンナ・カレーニナ』の映画化作品。

## キャスト
- アンナ：グレタ・ガルボ
- ヴロンスキー：フレドリック・マーチ
- キティ：モーリン・オサリヴァン
- セルゲイ：フレディ・バーソロミュー
- カレーニン：ベイジル・ラスボーン
- ヴロンスカヤ伯爵夫人：メイ・ロブソン
- スティーヴァ（アンナの兄）：レジナルド・オーウェン（英語版）
- ヤーシュヴィン：レジナルド・デニー

## スタッフ
- 監督：クラレンス・ブラウン
- 製作：デヴィッド・O・セルズニック
- 脚本：クレメンス・デーン（英語版）、ザルカ・ヴィアテル（英語版）、S・N・バーマン（英語版）
- 音楽：ハーバート・ストサート（英語版）
- 撮影：ウィリアム・H・ダニエルズ（英語版）
- 編集：ロバート・J・カーン（英語版）
- 美術：セドリック・ギボンズ
- 衣裳：エイドリアン（英語版）
- 録音：ダグラス・シアラー

## 映画賞受賞
- ニューヨーク映画批評家協会賞 主演女優賞：グレタ・ガルボ
- ヴェネツィア国際映画祭ムッソリーニ杯（外国映画大賞）